# Touques (Calvados)
Touques ist eine Gemeinde im französischen Département Calvados in der Region Normandie mit 3857 Einwohnern (Stand 1. Januar 2022). Durch die Gemeinde fließt der Fluss Touques. Benachbarte Gemeinden sind Trouville-sur-Mer und Deauville.
In Touques befindet sich das Pferdegestüt Haras de Meautry der Familie Rothschild.

## Bevölkerungsentwicklung
| Jahr                       | 1962 | 1968 | 1975 | 1982 | 1990 | 1999 | 2007 | 2016 |
| Einwohner                  | 1469 | 1587 | 1561 | 2237 | 3070 | 3500 | 3898 | 3719 |
| Quellen: Cassini und INSEE |      |      |      |      |      |      |      |      |

## Städtepartnerschaft
- Braunlage, Deutschland, davor mit Sankt Andreasberg, welches 2011 nach Braunlage eingemeindet wurde.[1] Seit 1965 findet der Jugendaustausch statt, die offizielle Städtepartnerschaft begann 1973.

## Persönlichkeiten
- Joseph Paul (1896–1944), Autorennfahrer